# Dr. Lecter
Albums de Action Bronson
Bon Appetit ..... Bitch!!!!!
(2011) The Program EP
(2011)
Dr. Lecter est le premier album studio d'Action Bronson, sorti le 15 mars 2011.
Le titre de l'album fait référence à Hannibal Lecter, le personnage principal du film Le Silence des agneaux.
L'album est entièrement produit par Tommy Mas et la plupart des beats ont été créés à partir de samples de breakbeat.

## Liste des titres
| No  | Titre                                                                 | Contient un (des) sample(s) de                                                                       | Durée |
| --- | --------------------------------------------------------------------- | --- | ----- |
| 1.  | Moonstruck                                                            | | 2:12  |
| 2.  | Barry Horowitz                                                        | Words to My Song de Dry Bread                                                                        | 2:04  |
| 3.  | The Madness                                                           | Köprüden Gecti Gelin de Ferdi Özbege                                                                 | 3:33  |
| 4.  | Larry Csonka                                                          | Don't Change Your Love des Five Stairsteps Call on Me d'Anglo-Saxon Brown                            | 3:25  |
| 5.  | Ronnie Coleman                                                        | Magnificent Sanctuary Band de Donny Hathaway 8 Days on the Road d'Howard Tate                        | 2:55  |
| 6.  | Bag of Money (featuring Meyhem Lauren)                                | Get Out of My Life, Woman des Mad Lads                                                               | 3:36  |
| 7.  | Brunch                                                                | Boozin' Blues de Frijid Pink                                                                         | 2:27  |
| 8.  | Shiraz                                                                | The Shadow of Your Smile de Brother Jack McDuff Living Together Is Keeping Us Apart de Clarence Reid | 2:24  |
| 9.  | Buddy Guy                                                             | Sweet Thing de B. B. King                                                                            | 2:55  |
| 10. | Jerk Chicken (featuring Maffew Ragazino)                              | | 2:30  |
| 11. | Chuck Person (featuring Meyhem Lauren, Shaz IllYork et AG da Coroner) | La Vamp des Family Vibes                                                                             | 3:34  |
| 12. | Forbidden Fruit                                                       | | 1:27  |
| 13. | Suede (featuring Meyhem Lauren, Shaz IllYork, Fonda et Machine)       | Pride and Vanity des Ohio Players                                                                    | 4:01  |
| 14. | Get Off My P.P.                                                       | A Night in Tunisia de Dizzy Gillespie                                                                | 2:09  |
| 15. | Beautiful Music                                                       | Lady Love de Jon Lucien                                                                              | 3:04  |